# Culm (fiume)
Il fiume Culm scorre attraverso le Devon Redlands nel Devon, in Inghilterra ed è il più lungo affluente del fiume Exe . Sorge nelle Blackdown Hills presso una sorgente vicino alla RAF di Culmhead nel Somerset e scorre a ovest attraverso Hemyock, poi Culmstock (nella Culm Valley) fino a Uffculme . Il fiume gira a sud, attraverso Cullompton e lungo l'autostrada M5, costeggiando il confine settentrionale del Killerton Park per unirsi al fiume Exe nella periferia nord-occidentale di Exeter .

## Corso del fiume
Il fiume Culm inizia in un campo paludoso vicino a Culmhead. A quattro miglia e mezzo dalla sua sorgente il fiume è largo 1,5 m. A Gladhayes il fiume passa sotto un ponte a due arcate. Circa mezzo miglio più avanti il fiume si ricongiunge alle acque del fiume Madford. Da qui il fiume continua verso Culmstock, un villaggio a cavallo di entrambi i lati del fiume dove lo stesso è meno profondo. A Uffculme scorre in modo rettilineo e più lentamente. Lo Spratford Steam, le cui acque scorrono in direzione sud, incontra il Culm vicino a Willand, e successivamente il fiume condivide il suo percorso a valle con l'attuale linea ferroviaria principale (ex Great Western Railway ) da Taunton a Exeter . L'autostrada M5 corre accanto alla ferrovia e tutte e tre proseguono oltre la città mercato di Cullompton . In questo punto il fiume serpeggia molto ed è soggetto a inondazioni. Poco prima di raggiungere Hele, vicino a Kensham House, il piccolo fiume Weaver sfocia nel Culm da est. A nord di Stoke Canon il fiume ha molti meandri. Lasciando l'autostrada a sud di Hele, il fiume e la ferrovia continuano insieme fino a Exeter, anche se da quel momento il Culm si è unito al fiume Exe, appena sotto Stoke Canon.

## Toponomastica
Si pensa che il nome del fiume significhi "nodo" o "cravatta", in riferimento alle curve e alle anse che forma lungo il suo persorso.

## Il Culm in letteratura
Il romanzo "Perlycross" di RD Blackmore è basato sulla Upper Culm Valley. Nello scritto narrativo Perlycombe è Hemyock, Perlycross è Culmstock e Perliton è Uffculme.
(Blackmore, R.D., Perlycross)

## Galleria d'immagini

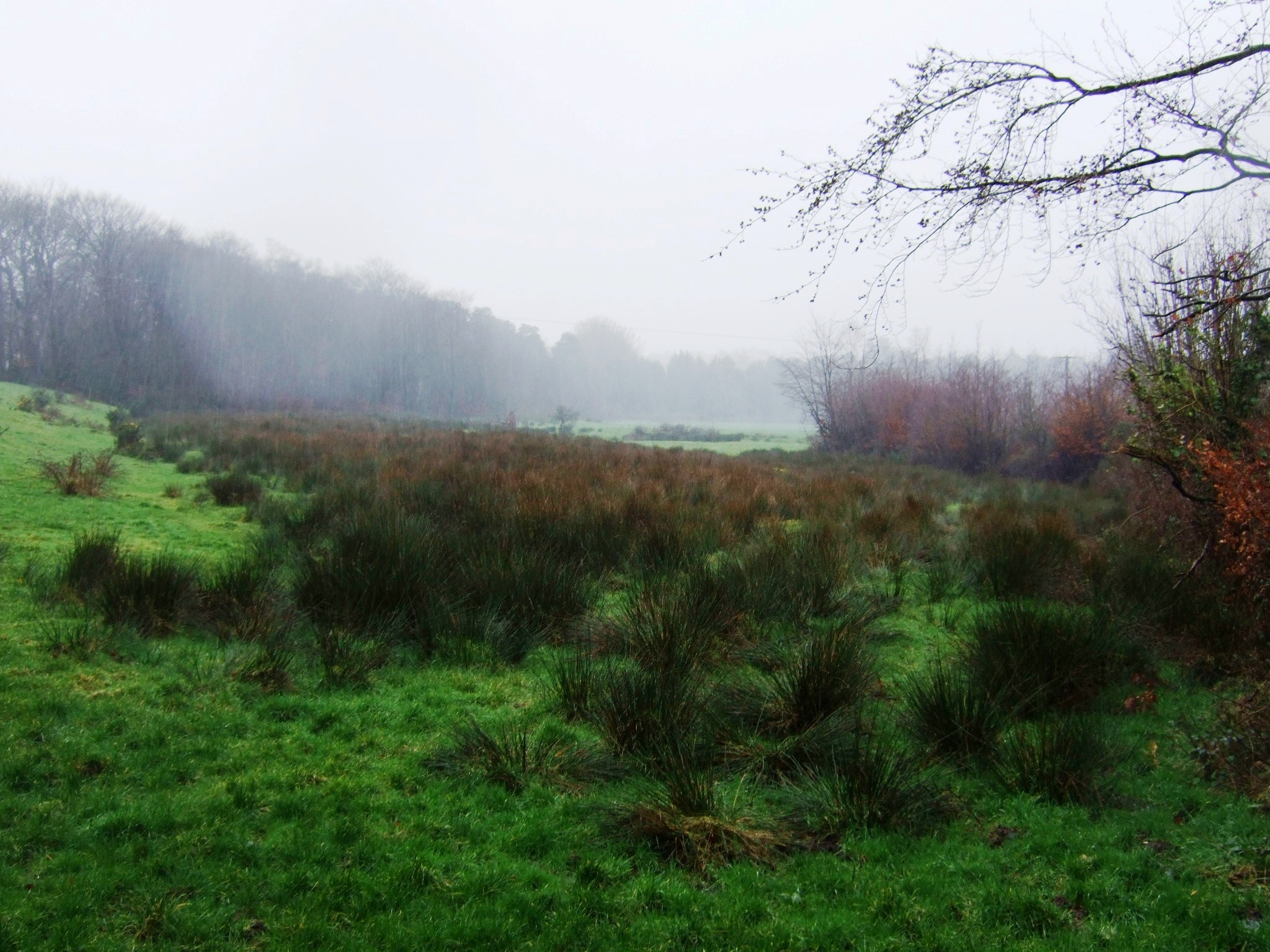
Sorgente del fiume
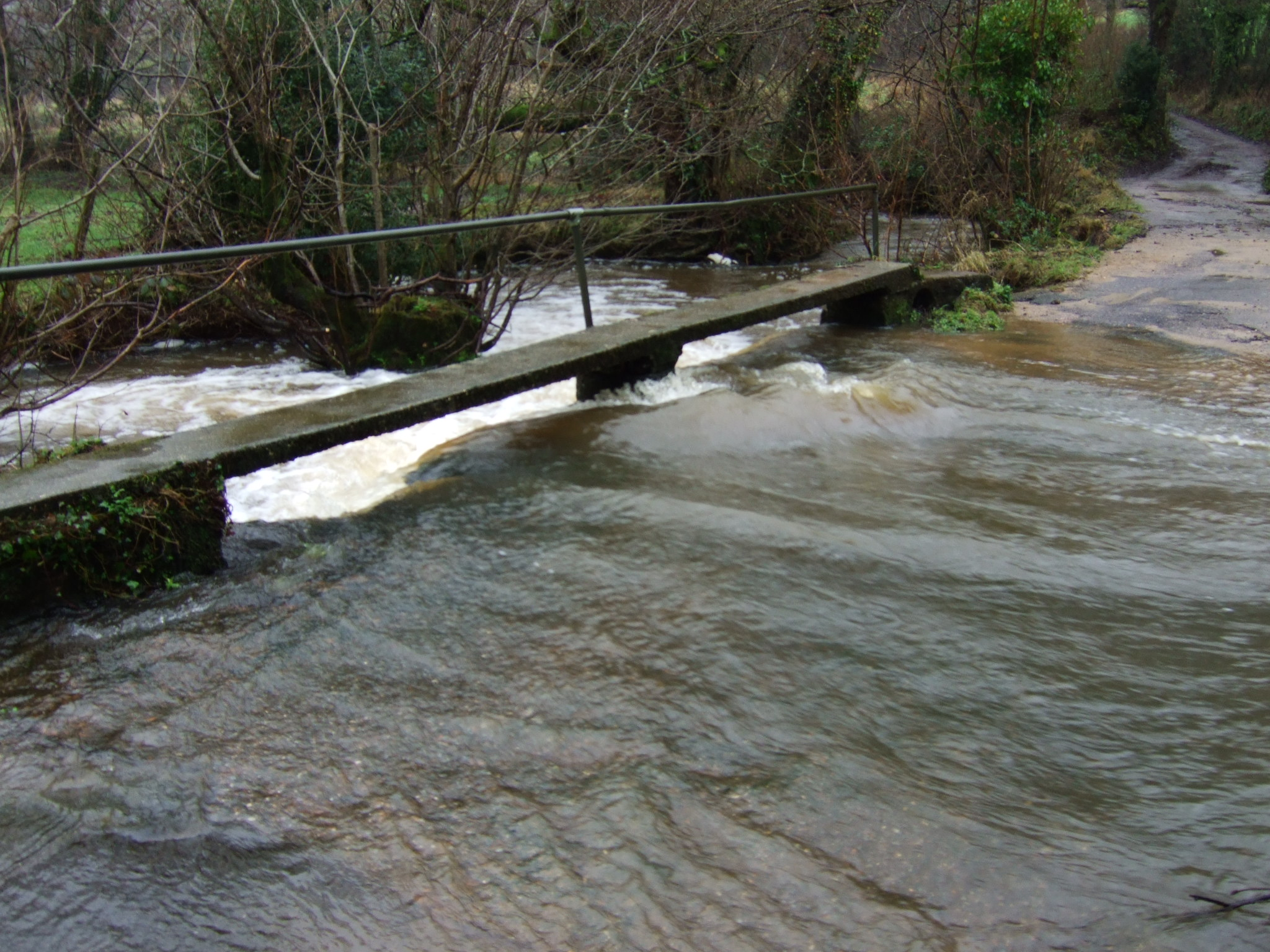
Il primo guado del fiume Culm
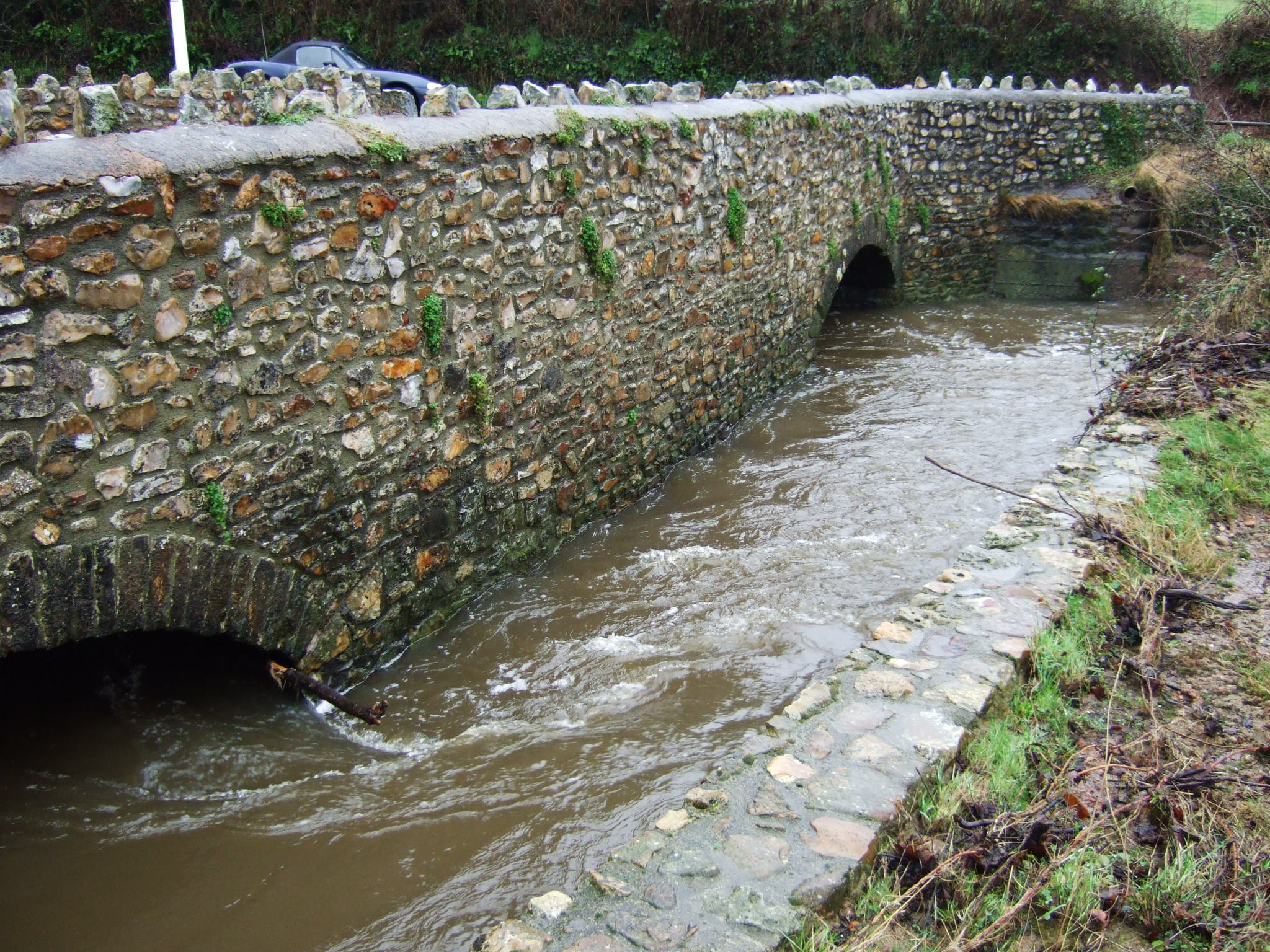
Il ponte di Gladhayes
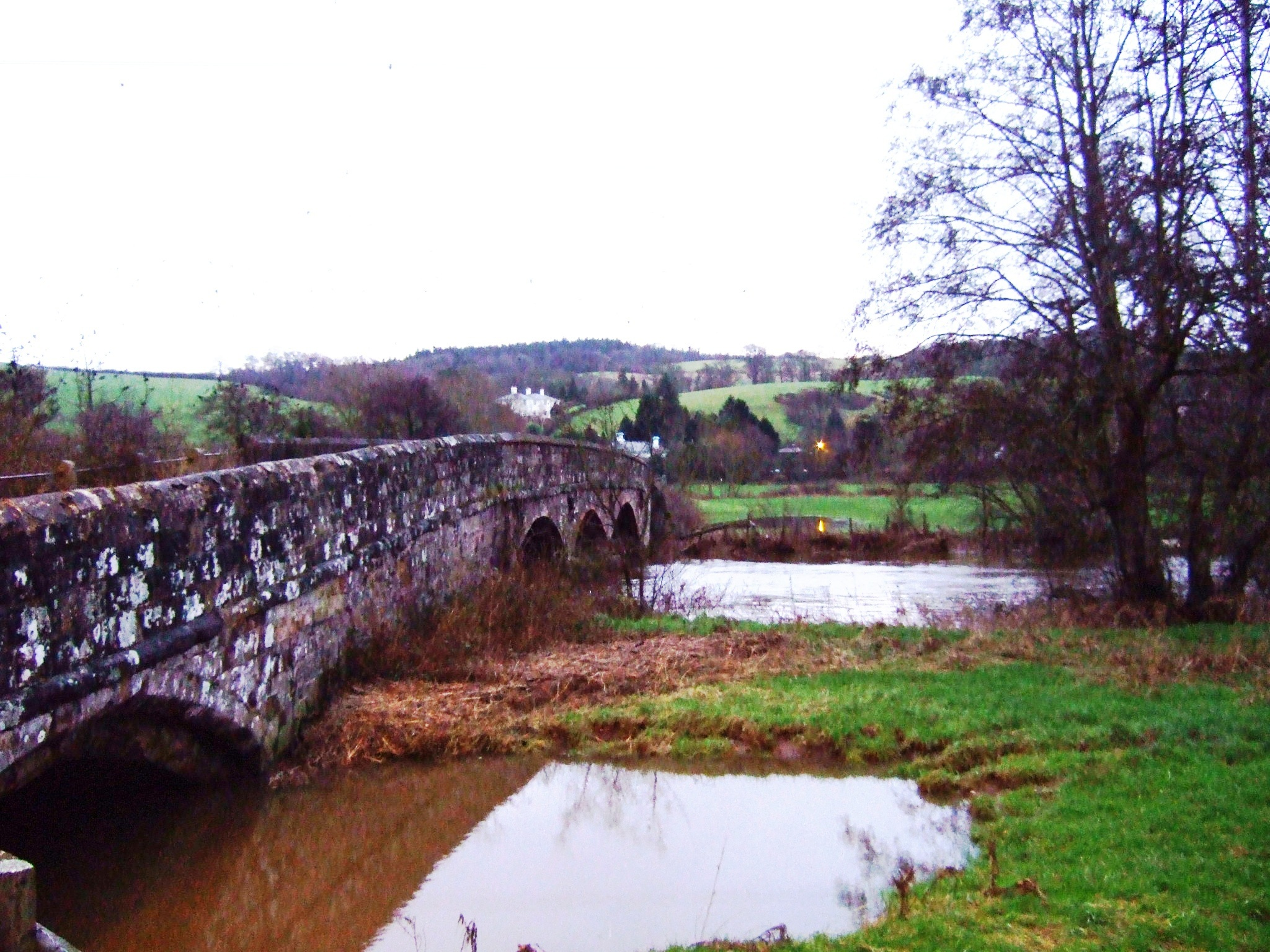
L'ultimo ponte